# La Possonniere (dvorec)
Possonnière (francosko Château de la Possonnière) je renesančni dvorec iz 16. stoletja, ki stoji v občini Couture-sur-Loir v francoskem departmaju Loir-et-Cher.
Graščino je 1515 Louis de Ronsard, sin gozdnega upravnika v Gastinu in dvorjan Ludvika XII., povitezen med vojnimi pohodi v Italiji, prezidal v udobno bivališče, zgrajeno v humanističnem duhu (močan italijanski vpliv je razviden iz motov na fasadi). Tu se je tudi rodil in preživel otroštvo pesnik Pierre de Ronsard.